# Појас Пресвете Богородице
Појас Пресвете Богородице је хришћанска реликвија, која је припадала, према предању, Пресветој Богородици, мајци Исуса Христа. Појас се данас чува у светогорском манастиру Ватопед и представља једину драгоценост сачувану из Богородичиног живота. Православна црква прославља празник Полагање појаса Пресвете Богородице 31. августа (по јулијанском календару).

## Историја
Појас је исплела, према предању, од камиље длаке сама Богородица. Након њене смрти и Успења, предат је апостолу Томи. У првим вековима појас је чуван у Јерусалиму, а 4. веку пренет је у Кападокију. 
У време владавине Аркадија (395—408. премештен је у Цариград, а током владавине Лава I био је смештен у златном ковчегу за краљевски печат Халкопратиске цркве у Цариграду. У време владавине Јустина II (565—578. у храму изграђена посебна капела где се појас чувао. 
У току владавине Леонтија Софуа (886—912) пренет је у палату где исцељује болесну жену владареву по имену Зои. Зои је у знак захвалности Пресветој Богородици златним концем извезла цео појас који је тако добио свој данашњи изглед.
У време Манојла I Комнина (1143—1180) званично је установљен празник Полагање појаса Пресвете Богородице (31. август) док је раније слављен заједно са Покровом Пресвете Богородице (1. октобар). Свети појас је био у Цариграду до 12. века када је у поразу Исаковом од бугарског цара Асама (1185) украден и пренесен у Бугарску. Касније га је чувао српски кнез Лазар (1342—1389) који га је поклонио манастиру Ватопед заједно са великим комадом Часног крста. Од тада се чува у олтару Саборног храма овог манастира.

## Обичаји и веровања код Срба
У српским крајевима овај необични празник највише поштују жене и парови који не могу да имају деце. Они на данашњи дан одлазе у цркве и манастире посвећене Богородици јер се верује да ће им молитве донети потомство.
Постоје и породице које овај празник прослављају као крсну славу.